# Гинекей
Гинекей, гинекейон, гинекеум (на гръцки: γυναικεία, γυναικείον; на латински: gynaeceum) е дума, която с течение на времето придобива няколко значения. Най-разпространена е като название за женското отделение в жилищния дом на Древна Гърция, където мъжете нямат право да ходят. Гинекеят изпълнява противоположните функции на андрона, който се състои от помещения само за мъжете и в тях се организират социалните контакти. Единствените жени, които имат право да влизат в андрона, по време на такива събирания, са куртизанките, наети за вечерта. Това разделение на мъжки и женски помещения получава най-широко разпространение в Атина по време на класическия период.
В късната Римска империя и Византия гинекей се нарича държавната или частна работилница, обикновено тъкаческа, където работят само жени и мъже-роби, тъй като тъкачеството е било изключително женска работа. През 10 век особено известен е гинекеят в Константинопол, в който се е изработвал брокат – тежък копринен плат с втъкани златни или сребърни нишки.
Гинекей може да означава и място в храма, определено за жените при богослужение. Като правило представлява балкон над страничния неф на базилика или над нартекса. Особено разпространен е в светилищата в източните части на Византийската империя през 4 – 6 век. В допълнение на енориашите, за подобряване звученето на гласовете, в гинекея се разполага и хорът.
От началото на 4 век гинекей наричат и държавните работилници за производство на оръжия и амуниции, в които работят както свободни граждани, така и роби и даже осъдени.

## Гинекеят като женско отделение
Гинекеят обикновено заема задната част на къщата, а ако тя разполага с втори етаж, той е разположен на него. Състои се от покоите на съпругите, спални за дъщерите и помещения за тяхната прислуга, съставена от робини. Свързан е с мъжката част със специална врата, обикновено заключена. Зад него често е разположен неголям вътрешен двор, оформен като градина. Гинекеят не трябва да бъде посещаван от мъже. В него могат да влизат само момчетата до 7-годишна възраст, тъй като все още не са приемани като пълноценни мъже.
Целият живот на една жена премина в затвореното пространство на гинекея. Там девойките се учат да домакинстват, а понякога получават и някакво начално образование, тъй като на училище имат право да ходят само момчетата. Съдейки по рисунките на древногръцките вази, в гинекея жените се занимават и с четене, различни игри и забавления, сменят тоалети, посрещат приятелки и гостенки. Момичетата имат право да се разхождат само във вътрешния двор и им е забранено да ходят по улиците без придружител. В Древна Гърция изключение от това правило прави само Древна Спарта.
Организацията на дома с гинекей оказва влияние върху разпределението на жилищното пространство в редица страни. В Русия например, през 16 – 17 век, домовете на знатните и богатите граждани са разделени на мъжка и женска част.

## Противоречия
Археологическите разкопки на голям брой частни жилища в Атина, Олинт и други древногръцки градове не подкрепят предположението за масово използване на гинекея. Домовете рядко имат втори етаж и е почти невъзможно до се определят функциите на всяко помещение в тях. Предполага се, че в по-малките жилищни сгради за жените няма специално обособени помещения, а при посещение от мъже, по изключение те се оттеглят в по-отдалечения край на къщата. Само най-богатите семейства, с големи къщи, могат да си позволят гинекей. Всъщност, единствената лесно разпознаваема стая в повечето гръцки къщи е андронът, който се отличава с по-скъпата украса и с включването на легла, подобни на древноримския триклиниум, ползвани при посрещането на гости и пиршества. Макар че разликата между мъжкото и женското пространство е важна за древните гърци, изглежда, че тя не е засегнала основно организацията на гръцкото жилище.
В светлината на археологическите и текстови изследвания се предлагат и други интерпретации за гинекея. Тъй като жените са силно свързани с домашния живот, докато мъжете – с по-широкото участие в обществения, възможно е гинекеят да обхваща почти всички вътрешни помещения на къщата, различни от андрона, включително вътрешния двор, където жените вероятно са се занимавали с готвене и миене. Според по-прецизираното тълкуване, изтъкнато от Лиза Невет, професор по класическа археология и директор на програма по класическо изкуство и археология към Мичиганския университет, гинекеят се отнася до семейните части на дома, които са извън границите на мъжките посетители. С други думи, разделянето на половете вероятно е постигнато чрез осигуряване на конкретни помещения за мъже, а не чрез изолиране на жените от домакинството.
- Предене в гинекея. Рисунка върху епинетрон (500 – 475 г. пр.н.е.)
- Къпане в гинекея. Рисунка върху стамнос (440 – 430 г. пр.н.е.)
- В гинекея. Рисунка върху пелике (440 – 430 г. пр.н.е.)
- В гинекея. Рисунка върху лебес гамикос (420 – 410 г. пр.н.е.)
- Прислужница и господарка. Рисунка върху амфориск (420 – 400 г. пр.н.е.)
- В гинекея. Рисунка върху лутрофорос (ок. 400 г. пр.н.е.)
- В банята на гинекея. Рисунка върху киликс